# Viking Altar Rock
Viking Altar Rock (“Vikingealter-klippen") er en vandreblok i Sauk Centre, Minnesota, USA. Den blev opdaget i 1943 og er cirka 8,2 m lang og 5,2 m bred. 
Blokken er en lokal seværdighed og knyttes til det såkaldte "Vikingespor", som er et antal tegn på, at vikingerne skulle have udforsket Minnesota. Denne teori er dog baseret på formodninger.
I blokken er der fire formodede fortøjningshuller. De befinder sig i omkring 1 m højde og er nærmest trekantede i form.